# 瓦鲁德
瓦鲁德（Warud），是印度马哈拉施特拉邦Amravati县的一个城镇。总人口41005（2001年）。

## 人口
该地2001年总人口41005人，其中男性20945人，女性20060人；0—6岁人口4967人，其中男2623人，女2344人；识字率76.90%，其中男性为80.14%，女性为73.51%。